# Cantone di Saint-Symphorien-sur-Coise
Il Cantone di Saint-Symphorien-sur-Coise era una divisione amministrativa dell'arrondissement di Lione.
È stato soppresso a seguito della riforma complessiva dei cantoni del 2014, che è entrata in vigore con le elezioni dipartimentali del 2015.
Comprendeva i comuni di:
- Aveize
- La Chapelle-sur-Coise
- Coise
- Duerne
- Grézieu-le-Marché
- Larajasse
- Meys
- Pomeys
- Saint-Martin-en-Haut
- Saint-Symphorien-sur-Coise